# Церква Воздвиження Чесного Хреста Господнього (Гукалівці)
Церква Воздвиження Чесного Хреста Господнього в Гукалівцях — парафія і храм греко-католицької громади Зборівського деканату Тернопільсько-Зборівської архієпархії Української греко-католицької церкви в селі Гукалівці Тернопільського району Тернопільської области.

## Історія церкви
Храм був збудований влітку 1930 року за пожертви мешканців села Гукалівці та навколишніх сіл. У вересні того ж року, на свято Воздвиження Чесного Хреста Господнього, відбулося його освячення, і цей день був визначений храмовим празником.
У радянський період церкву було закрито, а богослужіння дозволяли проводити лише на великі релігійні свята. У 1978 році парафіяни таємно, вночі, реставрували іконостас та відновили внутрішнє оздоблення храму. З 1992 року за адміністратора о. Павла Борсука парафія увійшла до складу Української Греко-Католицької Церкви.
У квітні 2008 року єпископську візитацію парафії здійснив владика Василій Семенюк.
При церкві діє Марійська дружина. У центрі села встановлено фігуру на честь скасування панщини у 1848 році, а також насипано могилу і встановлено хрест загиблим Українським Січовим Стрільцям, освячені 24 серпня 1991 року. У селі є також старовинний костьол, збудована біля джерела капличка та дзвіниця біля церкви.

## Парохи
- о. Іван Мандзюк (до березня 1946),
- о. Йосиф Мовчан,
- о. Мирослав Дудкевич,
- о. Степан Метельський,
- о. Павло Борсук (з 1973).